# 福興庄
福興庄，為1920年~1945年間存在之行政區，轄屬臺中州彰化郡。今彰化縣福興鄉。

## 街原名
福興庄之範圍在1901年分屬彰化廳鹿港支廳下之番社區、洪堀藔區、頂厝區：
- 番社區：馬芝堡之番社庄、外埔庄、外中庄、三汴頭庄、大崙庄

- 洪堀藔：馬芝堡之菜園角庄、福興庄、洪堀藔庄、鎮平庄、管嶼厝庄

- 頂厝區：橋頭

## 行政區劃
福興庄轄域內分為福興、番社、橋頭、外埔、外中、三汴頭、大崙、菜園角、洪堀寮、鎮平、管嶼厝十一個大字。
- 菜園角大字下有「菜園角」、「西勢」小字名
- 洪堀寮大字下有「洪堀寮」、「秀水厝」小字名
- 管嶼厝大字下有「管嶼厝」、「麥嶼厝」、「粘厝」小字名
- 鎮平大字下有「鎮平」、「阿力」小字名